# Gregorio Bundio
Gregorio «Goyo» Bundio (Avellaneda, 14 de mayo de 1928-Santa Tecla, 7 de marzo de 2015) fue un futbolista argentino naturalizado salvadoreño que se desempeñó como entrenador. Fue seleccionador de El Salvador a finales de la década de 1960 clasificando a la Selecta por primera vez en su historia al Mundial en México 1970.

## Carrera como jugador

### Clubes
| Club                          | País        | Temporada(s) |
| ----------------------------- | ----------- | ------------ |
| Club Atlético Independiente C | Argentina   | 1944-1945    |
| Club Atlético Independiente B | Argentina   | 1945-1947    |
| Club Atlético Independiente   | Argentina   | 1948-1951    |
| Club Deportivo Atlético Marte | El Salvador | 1951-1952    |
| Deportivo Palermo FC          | Guatemala   | 1951-1952    |
| Club Deportivo Atlético Marte | El Salvador | 1952-1953    |
| Club Deportivo Dragón         | El Salvador | 1954-1955    |

## Carrera como entrenador
Fundador del "baby fútbol" en El Salvador, específicamente en los departamentos de San Miguel y Santa Ana. En la ciudad santaneca el 7 de abril de 2008 por decreto municipal durante la gestión como Alcalde del Ing. José Orlando Mena se aprobó la nominación del estadio municipal infantil con el nombre de Gregorio Bundio. El evento de nominación se realizó en 2009 durante la gestión como Alcalde del Lic. Francisco Polanco Estrada (QDDG).
Dirigió diversos clubes de El Salvador entre los cuales CD Dragón, Alianza FC, CD UES, Atlético Marte, Adler, Atlante San Alejo, CD FAS y Sonsonate FC. En el exterior dirigió a Juventud Retalteca de Guatemala y en las ligas del interior de Argentina a Sacachispas FC, Huinca Renancó y Ferro de Realicó.

### Selección de El Salvador
Se desempeñó como director técnico de El Salvador entre 1968 y 1970 logrando la clasificación al Mundial de México 1970 después de disputar un partido definitorio en Kingston el 8 de octubre de 1969 ante Haití. Sin embargo no dirigió durante el Mundial, porque no aceptó que le impusieran jugadores. También existe la versión que fue de vacaciones a su natal Argentina cómo premio por la clasificación, y cuando regresó ya la FSF había contratado al Chileno Hernán Carrasco Vivanco